# アライドマテリアル
株式会社アライドマテリアル（英文社名 A.L.M.T. Corp.）は、日本のタングステン・モリブデン製品・電子部品・工具メーカー。住友電気工業の完全子会社である。

## 主力製品・事業
- タングステン製品・モリブデン製品・機能・電子部品
- ダイヤモンド・CBN工具製造

## 主要事業所
- 支店・営業所 - 全国12ヶ所

## 沿革
- 1939年 - 設立
- 2000年 - 東京タングステン株式会社と大阪ダイヤモンド工業株式会社が合併し、社名を株式会社アライドマテリアルとする。
- 2003年 - 株式会社アライドテックを吸収分割し、新設分割により株式会社アライドタングステン・株式会社アライドダイヤモンドを設立株式会社アライドマテリアルのダイス事業をアワジダイヤモンド工業株式会社に統合
- 2004年 - 住友電気工業株式会社の完全子会社となり、東京証券取引所第二部・大阪証券取引所第二部への上場廃止
- 2017年 - 株式会社アライドテック、株式会社アライドタングステン、株式会社アライドダイヤモンド、アワジダイヤモンド工業株式会社を吸収合併

## 主要関係会社

### 国内グループ企業
- ティーエムエイ株式会社